# Ateleute sinuata
Ateleute sinuata là một loài tò vò trong họ Ichneumonidae.